# منطقه نانکای
منطقه نانکای (به چینی: 南开区، به پین‌یین: Nánkāi Qū) یک منطقهٔ شهرداری تابع شهر تیانجین، در جمهوری خلق چین است. منطقه نانکای ۴۰٫۶۴ کیلومتر مربع مساحت و ۸۱۱٬۰۰۰ نفر جمعیت دارد و ۷ متر بالاتر از سطح دریا واقع شده‌است.
منطقهٔ هپینگ یکی از مناطق تاریخی و مرکزی شهر تیانجین می باشد. دانشگاه تیانجین، اولین دانشگاه مدرن تاسیس شده در چین (سال ۱۸۹۵ میلادی) در این منطقه می باشد. دانشگاه نانکای نیز، که یکی از معتبرترین دانشگاههای چین است، در این منطقه می باشد.